# 龍起濤
龍起濤（1832年—1900年），字仿山，號禹門，江西永新人。

## 生平
道光十二年壬辰（1832年）十月初三日出生。同治十二年癸酉（1873年）中舉人，次年（1874年）中進士，官常寧縣知縣。任內擒賊緝匪，斷獄訟，事功卓著。龍起濤自言：“殺人以徼功，吾弗安也！”公務之餘，喜讀書，師事王先謙，受古文法。光緒二十六年庚子（1900年）七月初七卒於湖南省城，得年六十九。

## 著作
著有《毛詩補正》二十五卷、《天霞山館文存》六卷、《詩存》兩卷以及《制義文》一卷等。

## 家族
父龍光閣以孝子著稱。